# 谭坝镇
谭坝镇，是中华人民共和国陕西省安康市汉滨区下辖的一个乡镇级行政单位。

## 行政区划
谭坝镇下辖以下地区：
谭坝村、马河村、新胜村、新山村、朱家河村、阴沟村、前河村、新华村、草庙村、荆竹园村、双河村、惠坪村、龙洞村、鸭蛋河村、官子沟村、安沟村、黄龙村、赵粱村、松坝村和后沟村。